# Чёрная (Иркутская область)
Чёрная — посёлок железнодорожной станции в Нижнеилимском районе Иркутской области России. Расположен на межселенной территории.

## География
Находится примерно в 35 км к юго-западу от районного центра.

## Население
| 2002 | 2010 | 2011 | 2012 |
| ---- | ---- | ---- | ---- |
| 44   | ↘17  | →17  | ↘15  |

По данным Всероссийской переписи, в 2010 году в посёлке при станции проживало 17 человек (9 мужчин и 8 женщин).